# Pilostyles coccoidea
Pilostyles coccoidea är en tvåhjärtbladig växtart som beskrevs av K.R.Thiele. Pilostyles coccoidea ingår i släktet Pilostyles och familjen Apodanthaceae. Inga underarter finns listade i Catalogue of Life.